# 2А66
Д-91Т (Индекс ГРАУ — 2А66) — советская 125-мм гладкоствольная танковая пушка.
Гладкоствольная 125 мм пушка повышенной баллистики 2А66 (Д-91Т).

Индекс ГРАУ: 2А66.

Войсковое обозначение: Д-91Т.

Калибр: 125

Место установки: «об. 187».

Тип: Гладкоствольная
Пушка отличалась наличием дульного тормоза однокамерной конструкции пониженной эффективности. Основное назначение дульного тормоза — отвод газов выстрела с линии визирования системы наведения управляемой ракеты.
По одной информации Разработка ЦНИИ «Буревестник» (Нижний Новгород)
По другой информации, пушка разработана КБ завода № 9 (г. Свердловск)